# Глобальный человейник
«Глобальный человейник» — фантастический роман-антиутопия писателя и философа Александра Зиновьева, вышедший в 1997 году. Острая сатира на западное общество. Книга издана также на итальянском языке.

## Сюжет
В романе представлена картина жизни человека двадцать первого столетия. На Земле свершился всеобщий экспорт западнизма (термин Зиновьева), его традиции и ценности стали глобальными: планета превратилась в «однопартийный» социум под руководством Глобального Общества. На планете наблюдается чудовищное социальное расслоение, причем это расслоение происходит в планетарных масштабах.
В книге рассматривается превращение общества под руководством «западоидов» в один глобальный «человейник».
Роман повествует о том, как в ближайшем будущем изменится жизнь людей, их жизненные установки, их взаимоотношения друг с другом и окружающим миром. На фоне технологического прогресса сам человек тупеет, большую часть логических операций выполняют компьютеры и роботы. На фоне вседозволенности, развращённого секса и насилия разрушается институт семьи, между родственниками отсутствует эмоциональная теплота, дети являются дорогой и бесполезной обузой. Одной из проблем человечества является перенаселённость, лишние люди. В условиях массовой безработицы лишь единицы могут выстроить карьеру, но для этого нужно быть просто посредственным исполнителем и отказаться от отстаивания и развития своих идей. Большая часть людей остаётся невостребованными, бездомными. Автор иллюстрирует принципы глобальной политики: ложь и эгоизм, прикрытие лозунгами демократии и спасения человечества для установления тотального контроля. В обществе будущего запрещено заниматься изучением коммунизма, само понятие пытаются стереть как потенциально опасное. Главный герой, глядя на кучи тел бродяг, задаётся вопросом, неужели природа потратила столько миллионов лет, чтобы создать такое ненужное существо, как человек.

## Особенности
В романе имена героев сокращаются до одного слога (Ал, Фил). Компьютеры в начале романа заявляются всесильными «божествами», покорившими человечество с конца XX века; в сюжете представлены, как «дублеры», — устройства искусственного интеллекта, в совершенстве осваивающие личностные и ментальные характеристики своего пользователя через суррогацию внутреннего диалога. Утверждается квазидуховное значение компьютеров в качестве «исповедальников».